# تبریک گفتن
تبریک گفتن (انگلیسی: Give Congratulations) (به هندی: Badhaai Do) فیلم هندی کمدی-درام اجتماعی هندی-زبان، محصول سال ۲۰۲۲ است که کارگردانی آن بر عهده هارشاوردان کولکارنی (Harshavardhan Kulkarni) بود و توسط شرکت جُنگلی پیکچرز ساخته شد، این فیلم دنباله معنوی فیلم تبریک (۲۰۱۸) است. در این فیلم که ماجرای زوج درگیر ازدواج بنفش را به نمایش گذاشته‌است، بازیگران اصلی راجکومار رائو و بومی پدنکار هستند که در کنار آنها، گلشن دوایا، چُم درنگ (Chum Darang)، شبا چادها و سیما پاهوا نقشهای مکمل را بازی کرده‌اند.
فیلمبرداری اصلی در روز ۵ ژانویه ۲۰۲۱ در درادون شروع شد. فیلم در روز ۱۱ فوریه ۲۰۲۲ اکران گردید. هر چند فیلم از لحاظ تجاری ناموفق بود ولی تحسین و ستایش گسترده منتقدان را کسب کرد. فیلم تبریک گفتن در مراسم شصت و هشتمین دوره جوایز فیلم‌فیر با برنده شدن در شش بخش: بهترین فیلم (جایزه منتقدان)، بهترین بازیگر مرد (توسط راجکومار رائو)، بهترین بازیگر زن (جایزه منتقدان) (توسط بومی پدنکار)، بهترین بازیگر نقش مکمل زن (توسط شبا چادها)، بهترین داستان و بهترین فیلمنامه، دومین دریافت کننده برتر جوایز بود.